# Lima Puluh Kota
Lima Puluh Kota is een bestuurslaag in het regentschap Batu Bara van de provincie Noord-Sumatra, Indonesië. Lima Puluh Kota telt 4502 inwoners (volkstelling 2010).